# Estrée-Wamin
 Estrée-Wamin  es una población y comuna francesa, situada en la región de Norte-Paso de Calais, departamento de Paso de Calais, en el distrito de Arras y cantón de Avesnes-le-Comte.

## Demografía
| 236 | 235 | 206 | 183 | 168 | 184 |
| Para los censos de 1962 a 1999 la población legal corresponde a la población sin duplicidades (Fuente: INSEE [Consultar]) |     |     |     |     |     |